# جسیکا مک‌دونالد
جسیکا ماری مک‌دونالد (انگلیسی: Jessica Marie McDonald؛ زادهٔ ۲۸ فوریهٔ ۱۹۸۸) بازیکن فوتبال در پست مهاجم اهل ایالات متحده آمریکا است.

## باشگاهی
از باشگاه‌هایی که در آن بازی کرده‌است می‌توان به سیتل رین اف سی، هیوستون دش، شیکاگو رد استارز، وسترن نیویورک فلش، باشگاه فوتبال ملبورن ویکتوری، و باشگاه فوتبال پورتلند تورنز اشاره کرد.

## تیم ملی
وی همچنین در تیم‌های ملی فوتبال United States women's national under-17 soccer team, United States women's national under-20 soccer team, تیم ملی فوتبال زیر ۲۳ سال زنان ایالات متحده آمریکا، و زنان ایالات متحده آمریکا بازی کرده‌است.

## جوایز
وی برندهٔ مدال مدال طلا جام جهانی فوتبال زنان ۲۰۱۹ و مدال نقره بازی‌های پان امریکن شده‌است.

## نگارخانه

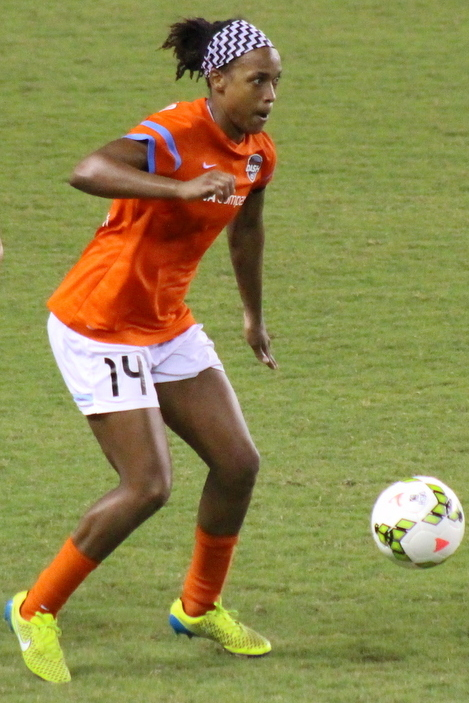
مک‌دونالد در جریان بازی برای هیوستون دش در ۲۰۱۵